# Lutz Moldt
Lutz Moldt (* 19. September 1952) ist ein ehemaliger deutscher Fußballspieler. In der DDR-Oberliga, der höchsten Spielklasse des DDR-Fußballs, spielte er für den 1. FC Lokomotive Leipzig.

## Sportliche Laufbahn
Moldt durchlief ab 1963 alle Nachwuchsmannschaften des Leipziger Fußballclubs 1. FC Lok beziehungsweise dessen Vorgängers, der Fußballsektion des SC Leipzig. 1971 wurde er mit der Juniorenoberligamannschaft von Lok DDR-Meister. Als Nachwuchsspieler bestritt Moldt sechs Spiele mit der U-21-Nationalmannschaft der DDR. Parallel war er in 15 Einsätzen für die U-23-Auswahl am Ball, mit der Moldt 1974 Vizeeuropameister wurde. Im ersten der beiden Finalspiele gegen Ungarn (3:2, 0:4) des damaligen Wettbewerbs wurde Moldt in der Startformation aufgeboten. Im Rückspiel fehlte der Lok-Akteur.
Neben seinen sportlichen Aktivitäten absolvierte er eine Lehre als Elektromonteur. Neben seiner Nominierung für das Oberligateam des 1. FC Lok spielte Moldt Mitte der 1970er-Jahre auch für die Zweitvertretung der Leipziger in der zweitklassigen Liga.
Ab Sommer 1972 wurde der 1,79 Meter große Mittelfeldspieler im Oberligateam der Leipziger eingesetzt und absolvierte gleich in seiner ersten Saison 23 von 26 möglichen Punktspielen. Debütiert hatte Moldt am 1. Spieltag dieser Spielzeit bei der 1:2-Auswärtsniederlage der Sachsen beim FC Carl Zeiss Jena.
Am 1. Mai 1973 erlebte Moldt seinen ersten Höhepunkt im Männerbereich. Der 1. FC Lok hatte das Endspiel um den DDR-Fußballpokal erreicht, Moldt stand als zentraler Mittelfeldspieler auf dem Platz, doch musste er sich mit seiner Mannschaft dem 1. FC Magdeburg mit 2:3 geschlagen geben. Am 1. Mai 1976 lief es besser für die Leipziger. Erneut hatten sie das Pokalfinale erreicht, und diesmal gewannen sie den Pokal mit Moldt auf der rechten Mittelfeldbahn nach einem 3:0 gegen den FC Vorwärts Frankfurt/Oder.
Vom November 1978 bis zum Frühjahr 1980 wurde Moldts Oberligalaufbahn durch den Armeedienst unterbrochen. Er konnte aber bei der ASG Vorwärts Strausberg in der Bezirksliga weiter Fußball spielen. Wieder zurück in Leipzig, gewann Moldt mit seinen Mitspielern am 7. Juni 1981 zum zweiten Mal den DDR-Fußballpokal nach einem 4:1-Sieg – erneut über den FC Vorwärts Frankfurt/Oder. Mit seinem Tor in der 79. Minute setzte er den Schlusspunkt des Finales. Seine letzte Saison beim 1. FC Lok krönte er am 31. Mai 1986 mit dem dritten Pokalgewinn. Beim 5:1 über den 1. FC Union Berlin wurde er, inzwischen fast 34 Jahre alt, in der 76. Minute in die Partie für einen anderen Routinier, Wolfgang Altmann, eingewechselt.
Nach 13 Spielzeiten hatte Moldt für die Leipziger 246 Oberligaspiele sowie 42 FDGB-Pokal und 37 Europacuppartien für die Elf aus Probstheida bestritten. Außerdem wurde er Mitte der 1970er-Jahre in fünf Spielen der B-Nationalmannschaft sowie 1983 in einem Qualifikationsspiel der Fußballolympiaauswahl der DDR eingesetzt.
Im Sommer 1986 wechselte der langjährigen Erstligaakteur vom 1. FC Lok zur TSG Chemie Markkleeberg in die zweitklassige DDR-Liga. Dort gehörte der Mittelfeldstratege über vier Jahre zu den festen Größen in der zwischenzeitlich in TSG Markkleeberg umbenannten Gemeinschaft vom Sportplatz „An der Lauer“. In seiner letzten Saison, 1989/90, übte der 36-jährige Moldt dabei die Funktion des Mannschaftskapitäns aus.

### Einsatzstatistik 1. FC Lok Leipzig
| Saison  | Oberliga | DDR-Pokal | Europapokal |
| 1972/73 | 23       |           |             |
| 1973/74 | 19       | 2         | 8           |
| 1974/75 | 18       | 3         |             |
| 1975/76 | 24       | 6         |             |
| 1976/77 | 18       | 5         | 2           |
| 1977/78 | 24       | 2         | 3           |
| 1978/79 | 7        | 1         | 2           |
| 1980/81 | 16       | 2         |             |
| 1981/82 | 18       | 2         | 8           |
| 1982/83 | 22       | 1         | 1           |
| 1983/84 | 24       | 2         | 6           |
| 1984/85 | 20       | 4         | 4           |
| 1985/86 | 13       | 5         | 3           |